# Novell Linux Desktop
Novell Linux Desktop — один из дистрибутивов Linux, поставляемый и поддерживаемый компанией Novell, Inc. Текущая версия 11 использует программу ZENworks Linux Management для обновления системы.
Novell Linux Desktop основан на SUSE 10 Enterprise Server и использует множество его пакетов: универсальный конфигуратор YaST, Графические оболочки GNOME 2.6 и KDE 3.2.1, браузер Mozilla Firefox 3.0 и почтовый клиент Novell Evolution 2.0 и многие другие open source программы. В дистрибутив также включены и некоторые проприетарные программы, например универсальный проигрыватель Real Player.
Novell Linux Desktop можно бесплатно скачать с сайта компании Novell, Inc.